# Обесцененные сбережения граждан СССР
Обесцененные сбережения граждан СССР — процесс обесценения денежных сбережений граждан СССР в результате «шоковой терапии» и гиперинфляции в России. Потеря покупательной способности также коснулась вкладов в Сбербанке, Госстрахе и вложений в государственные ценные бумаги СССР и бумаги РСФСР.

## Количественная оценка
В 2005 году, по данным Минфина, долг по дореформенным сбережениям составлял около 11 трлн рублей.
Российский экономист, главный научный сотрудник Института экономики РАН Борис Хейфец в 2007 году оценивал оставшийся долг в 10—12 трлн руб., или по курсу на середину 2007 г. — 380—460 млрд долл., отмечая при этом, что в действительности он может быть меньше (из-за того, что не все претенденты обращаются за компенсациями).
Председатель комитета Госдумы по финансовому рынку Владислав Резник говорил, что объём долга на 1 декабря 2009 года оценивался более чем 22 трлн рублей.
По состоянию на 1 января 2012 года Минфин оценил объём долга по сбережениям в 28 трлн рублей. Глава Счетной палаты Сергей Степашин по этому поводу сказал: «Надо честно признаться, что мы не сможем выплатить советские долги в прямом эквиваленте, какими они были в Советском Союзе».
| Год       | 2005  | 2007  | 2009  | 2012  |
| --------- | ----- | ----- | ----- | ----- |
| трлн руб  | 11    | 11    | 22    | 28    |
| млрд долл | —     | 420   | —     | —     |
| Ист.      | [ 2 ] | [ 3 ] | [ 4 ] | [ 5 ] |

## Денежная политика в ходе Перестройки
Денежная эмиссия с 1986 по 1991 год при постепенно нарастающей парализации товарного обмена в условиях нараставшего кризиса внешнего торгового баланса СССР и роста краткосрочных заимствований была одним из источников данных сбережений. Из данных архива ЦБД:

| Годы:                                                                  | 1986 | 1987 | 1988 | 1989 | 1990 | 1991, 10 мес. |
| ---------------------------------------------------------------------- | ---- | ---- | ---- | ---- | ---- | ------------- |
| Эмиссия денег, млрд рублей, включая остатки касс банков и предприятий: | 3,9  | 5,9  | 11,7 | 18,3 | 28,4 | 93,4          |
— Замминистра финансов СССР Раевский В. А., 1991
Оттуда же

"За последние годы состояние денежного обращения страны резко ухудшилось. Начиная с 1988 года возрастал разрыв между доходами и расходами населения, что привело к значительному увеличению выпуска денег в обращение […]
Расчёты показывают, что при сохранении сложившихся тенденций роста денежной массы в обращении она составит 130—140 млрд рублей против 28 млрд рублей в прошлом году. Это повлечёт за собой […] ухудшение ситуации в денежном обращении, фактическое ухудшение потребительского рынка.
Одним из определяющих факторов этого процесса явилось резкое увеличение денежных доходов населения в условиях падения объёмов производства и производительности труда. За 1 квартал т.г. по сравнению с первым кварталом 1990 года денежные доходы населения возросли на 40 млрд рублей (26 процентов), за второй квартал т.г. их рост составил 95 млрд рублей (63 процента), а за третий квартал они возросли на 187 млрд рублей или в 2,2 раза. […]
Опережающий рост доходов населения по сравнению с ростом товарооборота […] вёл к снижению товарного наполнения рубля. Физический объём розничного товарооборота за девять месяцев т.г. сократился против соответствующего периода прошлого года на 12 процентов при увеличении розничных цен почти в 1,7 раза. Дефицитными стали, по существу, все виды товаров. […]. В целом за текущий год выплаты заработной платы рабочим и служащим достигнут 660 млрд рублей, что в 1,7 раза больше уровня 1990 года. […]
| Годы                                      | 1985 | 1986 | 1987 | 1988 | 1989 | 1990 | 1991 (оценка) |
| Прирост доходов населения (в млрд рублей) | 14   | 15,1 | 17,3 | 41,5 | 64,5 | 94   | 570-590       |
"
— Замминистра финансов СССР Раевский В. А., 1991
Далее там же:

«Соотношение денежных накоплений населения (средств во вкладах, в облигациях, наличных деньгах) с наличием товарных запасов в торговле и промышленности в последние годы систематически снижалось.
По условиям учёта, запасы товаров определяются наличием их в продаже на начало дня. Учитывая, что большая часть товаров постепенно распродаётся, практически можно считать, что рубль не имеет сегодня товарного обеспечения.
| На конец года в млрд рублей                                          | 1970 | 1980 | 1985 | 1990 | 1 окт. 1991 |
| -------------------------------------------------------------------- | ---- | ---- | ---- | ---- | ----------- |
| Денежные средства населения (вклады, наличные бумаги, ценные бумаги) | 73   | 228  | 320  | 568  | 865         |
| Товарные запасы в торговле и промышленности                          | 45   | 67   | 98   | 72   | 124         |
| Товарные запасы на 1 рубль денежных средств, рублей                  | 0,62 | 0,29 | 0,30 | 0,13 | 0,14        |
При этом следует учесть, что из-за отсутствия наличных денег в банках на начало 1992 года удовлетворены требования предприятий и организаций на наличные деньги для выплаты заработной платы в сумме около 12 млрд рублей».
— Замминистра финансов СССР Раевский В. А., 1991
В публикации Госкомстата от 16 декабря 1991 года «О работе народного хозяйства в январе — ноябре 1991 года» приведены следующие данные:

«Вклады населения в учреждениях сберегательных банков с начала года возросли на 115 миллиардов рублей, в том числе в I квартале — на 26,2 миллиарда рублей, во II квартале — на 14,1 миллиарда рублей, в III квартале на 51,4 миллиарда рублей (включая причисленные компенсации, не превышающие 200 рублей, на сумму 30,8 миллиарда рублей), в октябре — ноябре на 23,3 миллиарда рублей. За 11 месяцев прошлого года вклады увеличились на 25,7 миллиарда рублей, в том числе в октябре — ноябре — на 4,5 миллиарда рублей. Сумма вкладов в учреждениях сберегательных банков на 1 декабря с.г. составила 496,4 миллиарда рублей, а с учётом компенсаций, зачисленных на специальные счета, — 622,1 миллиарда рублей.
Превышение доходов населения над потребительскими расходами, обязательными платежами и добровольными взносами составило 227,6 миллиарда рублей (22 % от доходов) против 58,1 миллиарда рублей (10 %) в январе-ноябре прошлого года, в том числе в ноябре — соответственно 27,6 миллиарда рублей (21 %) и 8,6 миллиарда рублей (15 % от доходов). Таким образом, в текущем периоде примерно каждый четвёртый-пятый полученный рубль доходов оставался у населения в виде дополнительных вкладов и наличных денег, в то время как за соответствующий период прошлого года — каждый десятый рубль».
— Госкомстат

## Законодательное отражение
Федеральным законом «О восстановлении и защите сбережений граждан РФ» от 10 мая 1995 года государство обязалось восстановить сбережения.
Согласно правительственным данным, общая сумма вкладов в Сбербанк на 20 июня 1991 года составляла около 315,3 млрд рублей в ценах соответствующего периода. Кроме того, на 1 января 1992 года сумма вкладов в организации государственного страхования оценивалась в 24 млрд рублей, денежных средств населения в государственных ценных бумагах — 342,2 млн рублей. Общее число вкладчиков Сбербанка оценивалось в 40 миллионов человек.
Долг Российской Федерации по вкладам юридически признан федеральным законом от 10 мая 1995 г. № 73-ФЗ «О восстановлении и защите сбережений граждан Российской Федерации», который предусматривал перевод соответствующих сбережений в долгосрочные целевые обязательства. Позднее был принят федеральный закон от 6 июля 1996 г. № 87-ФЗ «О порядке установления долговой стоимости единицы номинала целевого долгового обязательства Российской Федерации».

## Оценки
В статье британского еженедельника The Economist, вышедшей в связи со смертью Егора Гайдара, говорилось, что либерализация цен была необходимой, но чрезвычайно болезненной, что в результате её осуществления были ликвидированы сбережения населения. В другой статье того же журнала говорилось, что либерализация цен выявила несостоятельность сбережений советской эпохи.
Помощник директора Института социологии РАН В. С. Сычёва в 1994 г. писала: «правительство одним ударом ликвидировало все денежные сбережения предприятий и населения, обесценив их путём либерализации цен, проведенной без всякой компенсации». В. С. Сычёва также высказала мнение о том, что «население оказалось лишенным собственности, накопленной в виде денежных сбережений, причем не только наличных, но и депонированных в учреждениях Сбербанка, гарантом сохранности которых выступало государство».
Американский журналист и экономист Джуд Ванниски писал, что правительство путём девальвации рубля фактически ликвидировало частные сбережения населения общим объёмом в 600 млрд рублей:

Эти сбережения были накоплены на протяжении десятилетий, когда покупательная способность рубля и доллара были примерно одинаковы: на доллар можно было также купить буханку хлеба, как и на рубль. Таким образом, личные сбережения населения составляли 600 млрд $, а государство их аннулировало. По своим масштабам эта экспроприация сравнима с насильственной коллективизацией в деревне в 1930-е годы. Её экономические последствия не менее опустошающи, хотя она и была проведена без насилия и депортаций.
Оригинальный текст (англ.)
This savings wealth accumulated over decades in which the purchasing power of the ruble was roughly equivalent to a dollar; a dollar could buy a loaf of bread, so could a ruble. In that light, the people have had their entire personal wealth, $600 billion, repudiated by the state. In sheer size, that is an expropriation of private wealth comparable to the forced collectivization of agriculture during the 1930s. Its economic consequences are no less devastating, even though it was accomplished without violence and deportations.

Приводя цитату Ванниски, российский экономист академик РАН Николай Шмелёв отмечает, что «для оздоровления рубля и всей денежной системы» результат реформы был безусловно позитивным.

По мнению российского экономиста, академика РАН Виктора Ивантера, обнуление сбережений населения было самой грубой ошибкой реформаторов. По словам Ивантера, в 1992 году у российского государства были средства как минимум для частичного сохранения сбережений. Для этого, по его мнению, было «вполне реально использовать различные формы замораживания вкладов на достаточно длительные сроки, совместив их с мерами по более-менее справедливой индексации замороженных сумм».
По мнению российского экономиста Андрея Илларионова, уничтожение сбережений, осуществлённое в 1992 году, имело целый ряд негативных последствий. Одним из последствий было то, что у подавляющей части населения не оказалось средств для участия в массовой приватизации, начавшейся примерно в тот же период, что в значительной мере предопределило характер и результаты приватизации. В то же время авторы проекта "Мифы о 90-х: анатомия лжи" в статье "Часть 8. Кто ограбил население?" отмечают множественные ошибки А. Илларионова и ангажированность его позиции по отношению к Е. Т. Гайдару и политике реформаторов.
По мнению Егора Гайдара, высказываемому им в своей работе «Уроки СССР» («Вестник Европы», 2006), в начале которой он проводит исторические параллели между «экономической демагогией нацистов в их приходе к власти» в Веймарской Германии и «постимперским синдромом» в постсоветской России: «Слова тех, кто сегодня обещает восстановить вклады, обесценившиеся во время финансовой катастрофы Советского Союза, дословно повторяют геббельсовскую риторику начала 1930-х».